# Phrenozemia
Phrenozemia är ett släkte av skalbaggar. Phrenozemia ingår i familjen vivlar.
Kladogram enligt Catalogue of Life:
| Phrenozemia | \| \| Phrenozemia lunata \| \| \| \| \| \| Phrenozemia lyproides \| \| \| \| |
|             | \| \| Phrenozemia lunata \| \| \| \| \| \| Phrenozemia lyproides \| \| \| \| |
|             | Phrenozemia lunata                                                           |
|             |                                                                              |
|             | Phrenozemia lyproides                                                        |
|             |                                                                              |